# Evald Melander
Gustaf Evald Melander, född 30 maj 1915 i Tuna församling, Kalmar län, död 1 november 2007 i Farsta församling, Stockholm, var en svensk inredningsarkitekt. 
Melander, som var son till järnvägstjänsteman Gustav Melander och Märta Lindblad, genomgick gesällutbildning i Västervik 1934–1938 och utexaminerades från Tekniska skolan 1940. Han anställdes som arkitekt hos AB Svensk Kontorsmöbelindustri i Stockholm 1940, blev chefsarkitekt hos AB G.A. Berg i Stockholm 1943 och bedrev egen konsulterande inredningsarkitektverksamhet i Enskede från 1946.